# Kašna s delfíny (Česká Lípa)
Kašna s delfíny se nachází na náměstí T. G. Masaryka v České Lípě ve stejnojmenném okrese Libereckého kraje. Osmiboká empírová kašna patří k dominantám českolipského náměstí a je zapsaná v Ústředním seznamu nemovitých kulturních památek České republiky. Kašna je stejně jako blízký morový sloup, radnice a řada domů obklopujících náměstí součástí městské památkové zóny Česká Lípa, vyhlášené 10. září 1992.

## Historie
Existence kašny na náměstí T. G. Masaryka (v historických dobách jednoduše označovaného jako rynek či Marktplatz, jméno po osobě náměstí poprvé dostalo až za německé okupace coby Adolf-Hitler-Platz, po druhé světové válce to bylo napřed náměstí Dr. Edvarda Beneše a posléze náměstí Mírové) je spjata s přestavbou centra města v první polovině 19. století. Podoba města byla v předchozích staletích ovlivněna četnými požáry. K velkým pohromám došlo například v letech 1515, 1614, 1787 a 1820. Po posledně zmíněném ničivém požáru, v jehož důsledku mj. zanikly zbytky gotického farního kostela svatého Petra a Pavla, poškozeného již v roce 1787, město vydalo 21. června 1820 stavební vyhláška, kterou byly stanoveny podmínky pro výstavbu nových domů. Jednou z těchto podmínek bylo, že městské domy musí být postaveny výhradně z kamene.

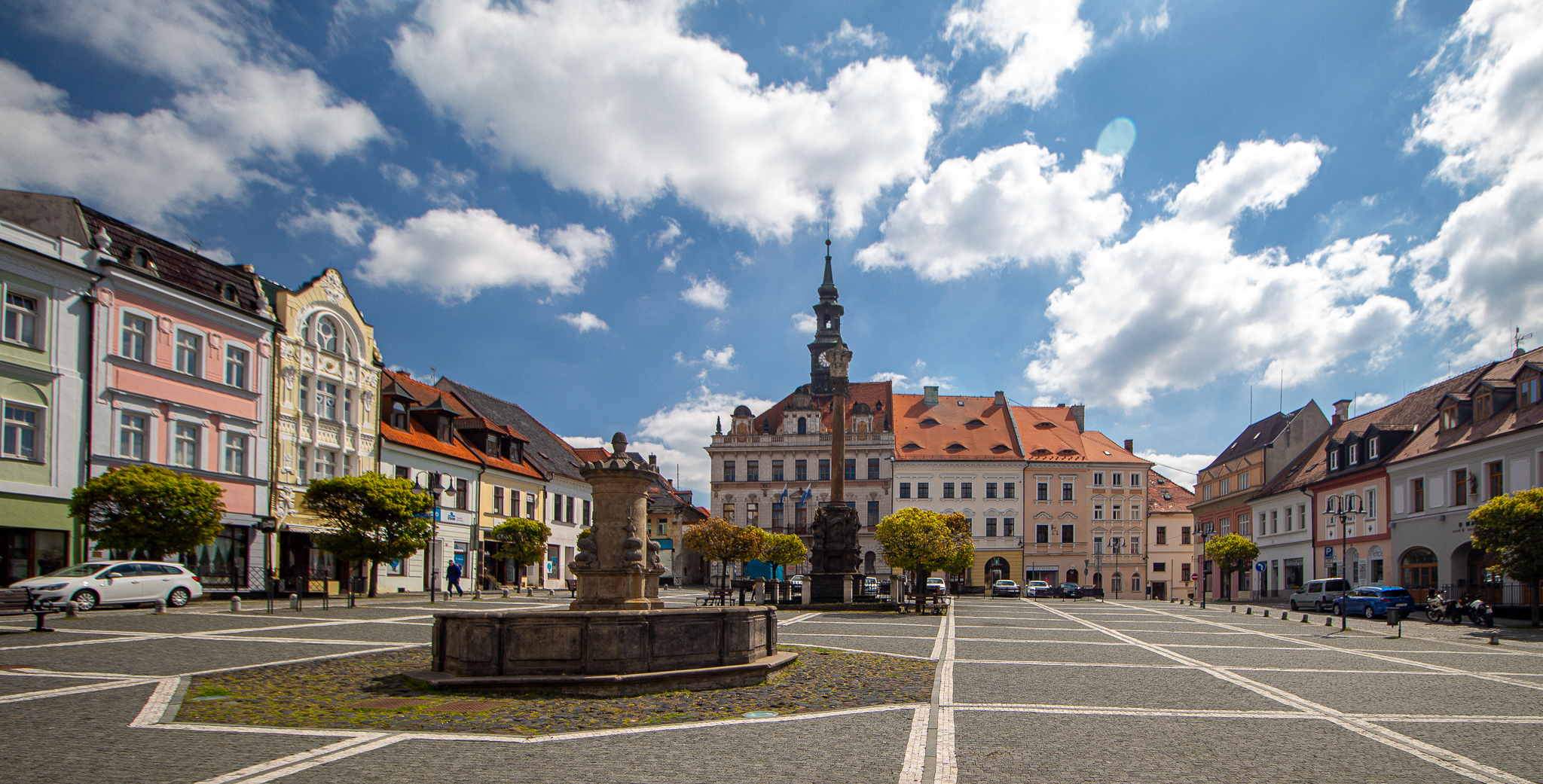
Náměstí T. G. Masaryka s kašnou, sloupem Nejsvětější Trojice a radnicí

V České Lípě, stejně jako v jiných městech, bylo hlavní náměstí místem, kde byl zdejším obyvatelům k dispozici centrální zdroj vody. V průběhu 19. století zde vznikly postupně tři veřejné zdroje pro odběr vody. Z uvedených tří vodních zdrojů se na náměstí dochovala pouze městská kašna, do níž byla pomocí dřevěného potrubí přiváděna voda z Cihlářského rybníčku, nacházejícího se v místech českolipského Městského parku. 
Kašna si až do 21. století uchovala svou původní podobu, kterou jí dali v roce 1837 kamenosochaři z Hořic v Podkrkonoší. Letopočet „1837“ je mj. uveden i ve střední části severního pole oktagonu. Tato zdobná vodní nádrž byla podle čtyř ryb, z jejichž tlam tryská voda, tradičně označována jako „kašna s delfíny“, ač tyto umělecky ztvárněné ryby mají se skutečnou podobou delfínů pramálo společného. 

Kromě této kašny ještě na náměstí před radnicí stála až do konce 19. století pumpa, do které byla přiváděna voda z oblasti prameniště pod Špičákem. Další podobná pumpa byla na druhém konci náměstí mezi kašnou s delfíny a ústím Mikulášské ulice.

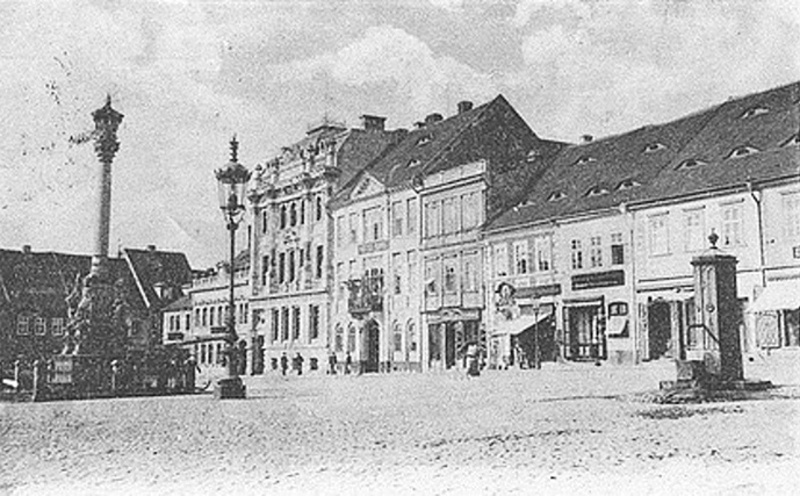
Českolipské náměstí na pohlednici z roku 1899, v popředí pumpa u radnice

Po druhé světové válce byla kašna dlouho mimo provoz a až v první polovině 70. let proběhla její náročná rekonstrukce. Opravy byly slavnostně dokončeny v květnu roku 1975 u příležitosti 30. výročí osvobození Československa. Rekonstrukce byla opět dílem kamenosochařů z Hořic v čele s arch. Stanislavem Fiutowským, učitelem z hořické Střední průmyslové školy kamenické. K pokračování restaurátorských prací došlo v roce 1993 a další opravy, zahrnující očištění a zpevnění kamene a výměnu litinové vany, byly naplánovány na rok 2015. 
Další kašnou v centru České Lípy byla takzvaná Mohauptova kašna, kterou vybudovali v roce 1924 v Městském parku členové českolipského Mužského pěveckého sboru na počest nedožitých sedmdesátin svého sbormistra a místního hudebního skladatele Franze Mohaupta.

## Popis
Pískovcová kašna na půdorysu osmiúhelníku je umístěna uprostřed západní poloviny náměstí T. G. Masaryka. Oktogonální nádrž, doplněná středovým sloupem, je postavená na kamenném fundamentu, vyrovnávajícím sklon zdejšího terénu. Kolem válcovitého centrálního sloupu, sestávajícího z patky, střední části a římsy, jsou čtyři předsunuté pilíře, na kterých jsou umístěni takzvaní „delfíni“. Na sloupu nad ocasy těchto delfínů jsou plasticky vyobrazeny trojzubce. Horní část sloupu je opatřena vlysem s ozdobnými palmetami a stylizovanými trojlisty. Nad vlysem je profilovaná římsa se stříškou, po okrajích obklopenou zahrocenými obloučky. Na samém vrcholu sloupu je umístěna ozdoba ve tvaru piniové šišky.